# Camp de Khan Yunis
El camp de Khan Yunis (àrab: مخيم خان يونس, muẖayyam Ḫān Yūnis) és un camp de refugiats palestí a la governació de Khan Yunis a l'oest de la ciutat de Khan Yunis i a dos kilòmetres a l'est de la costa del Mar Mediterrani al sud de la Franja de Gaza. Mentre que l'UNRWA afirma que hi vivien aproximadament 72,000 refugiats palestins al camp en 2010, l'Oficina Central d'Estadístiques de Palestina registrava una població de 37,705 en el cens de 2007.
El camp de Khan Yunis Camp fou establert després de la guerra araboisraeliana de 1948, amb capacitat per a uns 35.000 refugiats palestins. El 3 de novembre de 1956, el camp i la ciutat de Khan Yunis van ser ocupades per les Forces de Defensa d'Israel. En l'operació subsegüent, al voltant de 275 persones van morir, inclosos 140 refugiats del campament. Els residents afirmen que la majoria de les morts van ocórrer després que les hostilitats havien acabat, quan l'exèrcit cercava a les cases presumptes homes armats. Tanmateix les autoritats israelianes van declarar que les víctimes van ser el resultat de la resistència dels habitants del camp.
Segons l'UNRWA, molts dels habitants del campament han perdut les seves llars com a resultat de les operacions per part de l'exèrcit israelià. L'UNRWA va començar esforços de reconstrucció a la dècada de 2000, però el treball s'ha detingut en gran manera a causa del bloqueig imposat per Israel a la Franja de Gaza després de la presa de Hamàs del territori. L'UNRWA afirma que almenys 10.000 habitatges han de ser reconstruïts.

## Notables residents
- Mohammed Assaf